# The Guitar Trio
The Guitar Trio – album nagrany przez trio Paco de Lucía, Al Di Meola i John McLaughlin, który wydano w 1996, trzynaście lat po publikacji ich kolaboracyjnej płyty Passion, Grace and Fire. Na wydawnictwie znalazły się po trzy utwory zagrane przez McLaughlina i Di Meolę, dwa przez de Lucíę, oraz jeden przez duet McLaughlin-Di Meola („Manhã de Carnaval”).

## Lista utworów
W nawiasie podany autor kompozycji
| 1. | „La Estiba” (Paco de Lucía)                         | 5:51  |
|    |                                                     |       |
| 2. | „Beyond the Mirage” (Al Di Meola)                   | 6:10  |
|    |                                                     |       |
| 3. | „Midsummer Night” (John McLaughlin)                 | 4:36  |
|    |                                                     |       |
| 4. | „Manhã de Carnaval” (Luiz Bonfá, Antônio Maria)     | 6:11  |
|    |                                                     |       |
| 5. | „Letter from India” (John McLaughlin)               | 3:54  |
|    |                                                     |       |
| 6. | „Espiritu” (Al Di Meola)                            | 5:30  |
|    |                                                     |       |
| 7. | „Le Monastère dans les Montagnes” (John McLaughlin) | 6:15  |
|    |                                                     |       |
| 8. | „Azzura” (Al Di Meola)                              | 7:58  |
|    |                                                     |       |
| 9. | „Cardeosa” (Paco de Lucía)                          | 6:36  |
|    |                                                     |       |
|    |                                                     | 53:01 |
|    |                                                     |       |

## Twórcy
Źródło
- Paco de Lucía – gitara (1–3,5,7–9) – gra na gitarze braci Conde
- Al Di Meola – gitara (1–4,6–9), perkusja (6) – gitary Ovation i Hermanos Conde
- John McLaughlin – gitara (1–5,7–9) – gitara Abrahama Wechtera, struny D’Addario